# NGC 1271
NGC 1271 је лентикуларна галаксија у сазвежђу Персеј која се налази на NGC листи објеката дубоког неба.
Деклинација објекта је + 41° 21' 13" а ректасцензија 3h 19m 11,2s. Привидна величина (магнитуда) објекта NGC 1271 износи 14,2 а фотографска магнитуда 15,2. NGC 1271 је још познат и под ознакама CGCG 540-96, PGC 12367.